# بیورتون (میشیگان)
بیورتون، میشیگان (به انگلیسی: Beaverton, Michigan) یک شهر در ایالات متحده آمریکا با جمعیت ۱٬۰۷۱ نفر است که در میشیگان واقع شده‌است.

## موقعیت جغرافیایی
موقعیت جغرافیایی شهرها و مناطق اطراف به شرح زیر است: